# Пукис
Пукис или Пуке (латыш. Pūķis; латг. pyučs; pyukulis; лит. pūkys) — в латышской мифологии летучий дух, дракон. В латышских сказаниях представлялся огнедышащем многоголовым змеем, являлся духом, приносящим в дом богатства. Дракона Пукиса олицетворяют с силами тьмы, ему можно продать душу и хозяин Пукиса не может просить благословения у Бога. По поверьям, Пукиса нужно кормить кровью и дарить людей. Хозяин дракона Пукиса умирает в муках и не находит покоя даже после смерти. Пукиса можно убить при помощи серебряной пули.
Этимология слова Пукис до конца не ясна, по мнению Петра Шмидта слово произошло от немецкого, по версии Яниса Эндзелинса слово может иметь латышские корни.